# Gran Canaria Challenger II 2021
Il Gran Canaria Challenger II 2021 è stato un torneo maschile di tennis professionistico. È stata la 2ª edizione del torneo, facente parte della categoria Challenger 80 nell'ambito dell'ATP Challenger Tour 2021. Si è tenuto sui campi in cemento del Cortijo Club di Las Palmas, in Spagna, dal 1° al 7 marzo 2021. Il torneo ha avuto inizio il giorno dopo la conclusione della prima edizione, disputata sempre sui campi del Cortijo Club.

## Partecipanti

### Teste di serie
| Nazionalità | Giocatore            | Ranking* | Testa di serie |
| ----------- | -------------------- | -------- | -------------- |
| Spagna      | Carlos Alcaraz       | 127      | 1              |
| Italia      | Federico Gaio        | 133      | 2              |
| Serbia      | Nikola Milojević     | 149      | 3              |
| Serbia      | Danilo Petrović      | 154      | 4              |
| Italia      | Lorenzo Giustino     | 158      | 5              |
| Italia      | Alessandro Giannessi | 163      | 6              |
| Slovacchia  | Filip Horanský       | 170      | 7              |
| Belgio      | Kimmer Coppejans     | 182      | 8              |

* Ranking all'22 febbraio 2021.

### Altri partecipanti
I seguenti giocatori hanno ricevuto una wild card per il tabellone principale:
- Carlos Alcaraz
- Carlos Gimeno Valero
- Nikolás Sánchez Izquierdo

Il seguente giocatore è entrato in tabellone come alternate:
- Javier Barranco Cosano

I seguenti giocatori sono passati dalle qualificazioni:
- Eduard Esteve Lobato
- Filip Cristian Jianu
- Emilio Nava
- Giulio Zeppieri

Il seguente giocatore è entrato in tabellone come Lucky loser:
- Sandro Ehrat

## Punti e montepremi
| Torneo    | Torneo              | V     | F     | SF    | QF    | 2T  | 1T  | Q | Q2  | Q1  |
| Singolare | Punti               | 80    | 48    | 29    | 15    | 7   | 0   | 4 | 2   | 0   |
| Singolare | Premi in denaro (€) | 6 190 | 3 650 | 2 160 | 1 260 | 730 | 450 | – | 225 | 125 |
| Doppio    | Punti               | 80    | 48    | 29    | 15    | –   | 0   | – | –   | –   |
| Doppio    | Premi in denaro (€) | 2 670 | 1 550 | 930   | 550   | –   | 310 | – | –   | –   |

## Campioni

### Singolare
In finale  Carlos Gimeno Valero ha sconfitto  Kimmer Coppejans con il punteggio di 6-4, 6-2.

### Doppio
In finale  Enzo Couacaud /  Manuel Guinard hanno sconfitto  Javier Barranco Cosano /  Eduard Esteve Lobato con il punteggio di 6-1, 6-4.